# Anamnézis
Az anamnézis (görögül anamnészisz: "visszaemlékezés", innen az orvosi jelentés kórelőzmény) jelenti valamennyi orvostudományi szakágazatban a vizsgálat egyik alappillérét. Az anamnézis felvétele során az orvos célja a beteg kórtörténetének, valamint jelen panaszainak megismerése és rögzítése.

## Egy általános anamnézis a következő elemekből épül fel
- a beteg pontos adatai az azonosítás céljából
- jelenlegi panaszai
- a kórtörténete, mely alatt a műtéteket, a fontosabb fertőző betegségeket, előző betegségeket értjük
- a beteg szociális körülményei, családi háttere
- a vér szerinti rokonok fontosabb betegségei
- foglalkozási anamnézis
- élvezeti szerek használata
- farmakológiai anamnézis, gyógyszerérzékenység, -allergia

Egyes esetekben a beteg nem képes együttműködni az anamnézis felvételében. Eszméletlen vagy öntudatlan betegnél, csecsemőnél, alkoholos vagy drogos befolyás alatt álló személynél ilyenkor a járókelőktől, a mentőszemélyzettől, szülőktől kaphatunk információkat, ez a heteroanamnézis, szemben a betegtől magától nyerhető ún. autoanamnézissel.